# Isla de Margarita
Isla de Margarita je největší venezuelský ostrov. Nachází se v Karibském moři při severním pobřeží pevninské Venezuely, řadí se mezi Malé Antily (konkrétněji Závětrné Antily). Spolu se dvěma menšími blízkými ostrovy Isla de Coche a Isla de Cubagua tvoří nejmenší venezuelský stát Nueva Esparta.
Ostrov pro Evropany objevil 15. srpna 1498 Kryštof Kolumbus při své třetí výpravě do Nového světa. Byl pojmenován podle španělské královny Markéty Habsburské (Margarity). V létě roku 1561 jej dobyl a zdejší kolonisty terorizoval nechvalně známý konkvistador Lope de Aguirre, zvaný „Hněv Boží“ (odsud se pak přeplavil na pevninu, na svou poslední výpravu). Později nabyl na významu zdejší lov perel. Roku 1816 zde měl základnu Simón Bolívar, jenž tu zahájil své osvoboditelské tažení za nezávislost španělské části Jižní Ameriky. Díky svým plážím a příjemnému podnebí je Isla de Margarita vyhledávanou turistickou destinací.
Ostrov se dělí na tři části. Největší je východní nazývaná Paraguachoa, kde leží správní středisko La Asunción i největší město Porlamar. Střed ostrova tvoří úzká šíje La Restinga, která na západě přechází do poloostrova Macanao. Nejvyšším bodem ostrova je Cerro San Juan (960 m n. m.). Vyhledávanými atrakcemi je národní park Laguna de la Restinga a dvojice kopců ve tvaru ňader, známá jako Tetas de Maria Guevara.